# Vaterfreuden
Vaterfreuden ist eine deutsche Filmkomödie von und mit Matthias Schweighöfer aus dem Jahr 2014. Die Produktion basiert auf dem Roman Frettsack aus dem Jahr 2012 von Murmel Clausen.
In Deutschland wurde die romantische Komödie am 6. Februar 2014 durch ihren Verleih, Warner Bros. Pictures, zur öffentlichen Vorführung freigegeben. Wie auch schon Schweighöfers erste Filme What a Man (2011) und Schlussmacher (2013) platzierte er sich unmittelbar an der Spitze der deutschen Kinocharts.

## Handlung
Der Junggeselle Felix genießt als glücklicher Single sein Leben in München. Mit dem Familienleben seiner Freunde kann er dabei wenig anfangen. Sein nervender Bruder Henne, der bei ihm Unterschlupf gesucht hat, bringt ihn dazu, mit Samenspenden nebenbei ein bisschen Geld zu verdienen. Als Felix durch einen Unfall mit dem Haustier seines Bruders – einem bissigen Frettchen namens Karsten – seine Zeugungsfähigkeit verliert, ändert sich seine Einstellung und er möchte eine Familie mit der Empfängerin seiner Samenspende gründen. Dummerweise ist die Empfängerin eine bekannte Fernsehmoderatorin, Maren, so dass sich das Herankommen an sie schwierig gestaltet. Felix aber gibt seinen Familientraum nicht auf und versucht in vielen missglückten Versuchen, sich ihr zu nähern. So findet er beispielsweise heraus, in welchem Schwimmbad Maren regelmäßig schwimmen geht, und er sucht dieses mit seinem Patenkind auf, um sich als guter Vater zu präsentieren. So weckt er schließlich das Interesse von Maren, in deren Beziehung mit dem zeugungsunfähigen Ralph Probleme auftauchen. Maren und Felix kommen sich daraufhin näher, doch bei einer Auseinandersetzung zwischen Marens Verlobten Ralph und Felix wird dessen Samenspende und erwartete Vaterschaft offenbar. Als sich zudem herausstellt, dass Felix’ Samenspende noch gar nicht verwendet wurde, da sein Bruder ihn diesbezüglich angelogen hatte, um ihn aufzumuntern, wendet sich Maren von Felix ab. Dieser zieht sich zunächst zurück und versucht, seinen Frieden zu finden, was ihm nicht gelingt. In einem Gespräch mit seinem Vater, bei dem er erfährt, dass sein Bruder Henne adoptiert wurde, sie aber trotzdem eine glückliche Familie waren und sind, beschließt er, um Maren zu kämpfen. Das glückt und die beiden werden ein Paar.
Fünf Jahre später sitzt Marens kleine Tochter neben Henne und es ist offensichtlich, dass er ihr biologischer Vater ist. Maren ist inzwischen erneut schwanger, dieses Mal durch Felix’ Samenspende.

## Produktion
Der Spielfilm wurde von Pantaleon Films und der Wiedemann & Berg Filmproduktion in Koproduktion mit Fox International Productions und Seven Pictures hergestellt und vom 4. Juni 2013 bis zum 26. Juli 2013 in München und Umgebung gedreht. Neben Schweighöfer traten unter anderem Isabell Polak, Tom Beck, Friedrich Mücke, Alexander Khuon und Katharina Schüttler vor die Kamera.
In den Film wurden Aufnahmen von den X-Games München 2013 einbezogen; des Weiteren mehrere Produktplatzierungen durch GLS, sky, Red Bull und andere, die auch im Abspann benannt werden.

### Filmmusik
Der Soundtrack zum Film erschien am 31. Januar 2014 beim Label Four Music. Er enthält 21 Titel, darunter auch Stücke von Major Lazer, Biffy Clyro und You Me at Six. Der Titel Tears Will Fall von Ricky Dean Howard konnte sich in den deutschen Single-Charts platzieren.
1. Six60 – „Forever“
2. The Majority Says – „Run Alone“
3. Kim Cesarion – „Undressed“
4. Martin Todsharow – „Imperfect“
5. Major Lazer – „Get Free“
6. Swim Deep – „King City“
7. Martin Todsharow – „Lights“
8. Jonas David – „Old“
9. You Me at Six – „Lived a Lie“
10. Martin Todsharow – „A Bunch“
11. Retro Stefson – „Solaris“
12. Biffy Clyro – „A Girl And His Cat“
13. Martin Todsharow – „Clouds“
14. Five for Fighting – „Stand Up“
15. Ricky Dean Howard – „Tears Will Fall“
16. Jonas David – „Home“
17. Walk the Moon – „Tightrope“
18. Martin Todsharow – „Imperfect At All“
19. Five for Fighting – „What If“
20. Kodaline – „Talk“

## Rezeption

### Kritik
Annett Scheffel von der Süddeutschen Zeitung schrieb in ihrer Rezension, dass Schweighöfer es sich ihrer Meinung nach in „Schweiger’schen Gefilden bequem gemacht“ habe: „Dabei kommt ein Gute-Laune-Filmchen über einen Großstadtsingle und seine plötzlichen Vatergefühle heraus. In sommerlich-schwärmerischer Videoclip-Optik erzählen charmante Darsteller vom schönen, verrückten Sein in der zusammengesponnenen Filmromanze. Sehnsüchtige Verfolgungsjagd für die Frauen, derbe Bierwitzeleien halten die Männer bei Laune.“
Michael Stadler von der Abendzeitung lobte sowohl die „Hochglanzbilder“ in Vaterfreuden als auch das „hohe Identifikationspotenzial“, das Schweighöfer durch sein Spiel biete. Er äußerte sich jedoch kritisch zum Drehbuch, das zwar Lichtblicke wie die Charakterzeichnung der Figur Henne und seines Frettchens habe, jedoch „einfache Konfliktlösungen in einem selten lustigen Film“ verfolge. Darüber hinaus vermisse die Komödie notwendigen Erzählrhythmus und Schweighöfers schauspielerische Leistung wirke reduziert.
Christoph Petersen von Filmstarts befand, dass Schweighöfer mit Vaterfreuden „auf der Stelle“ trete: „Zwar bekommt es der Regie-Quereinsteiger immer besser hin, wie sein Vorbild Til Schweiger „große“ Bilder auf Hollywood-Niveau zu produzieren, aber was Timing, Story und Schauspielerführung angeht, ist seine Entwicklung ins Stocken geraten.“ Petersen lobte vor allem die Optik und Inszenierung des Films, kritisierte jedoch, dass sich die Produktion „wie die Aneinanderreihung einzelner Sketche“ anfühle, die „eine Reihe urkomischer Slapstick-Szenen, aber auch ähnlich viele Rohrkrepierer“ beinhalte, und die „Liebesgeschichte fast ausschließlich vom natürlichen Charme des Schauspielers Schweighöfer“ lebe und „darüber hinaus kaum eigenen Schwung“ entwickele.

### Erfolg
Vaterfreuden feierte am 29. Januar 2014 im Mathäser-Filmpalast in München Premiere und wurde in Deutschland am 6. Februar von seinem Verleih, der Warner Bros., zur öffentlichen Vorführung freigegeben. Der Spielfilm verzeichnete nach Ende des ersten Vorführwochenendes 483.000 Zuschauer und verdrängte damit Martin Scorseses Filmbiografie The Wolf of Wall Street (2013) von der Spitze der deutschen Kinocharts. Schweighöfers dritte Regiearbeit bescherte ihm nicht nur seine dritte Nummer-1-Platzierung in zwei Jahren, sondern auch den erfolgreichsten Start, den ein Film mit ihm in der Hauptrolle bis dato einfahren konnte. Der Kopienschnitt lag bei Vorführung in 644 Kinos über der 750er-Besuchermarke. Inklusive Preview-Vorstellungen und weiteren 440.000 Kinogängern erreichte Vaterfreuden die Millionen-Marke in der zweiten Vorführwoche.
Insgesamt sahen den Film bis Jahresende mehr als 2,36 Millionen Kinobesucher. Das Gesamteinspielergebnis in Deutschland betrug 17,7 Millionen Euro. Der Film belegte damit Platz acht der deutschen Kinojahrescharts 2014 und rangiert hinter Philipp Stölzls Der Medicus auf Platz zwei der erfolgreichsten deutschen Produktionen des Jahres.

## Trivia
Der Film enthält mehrere Anspielungen auf die zentralen Themen Fruchtbarkeit und Fortpflanzung. So sind zu Beginn Löwenzahnsamen zu sehen, die durch das Bild fliegen, außerdem überreicht Leonie Felix Pflanzensamen als Trost für seine verlorene Fruchtbarkeit. Weitere Andeutungen sind Marens Bericht über Gleitschirmflieger so wie Toms übertriebene Nutzung von Schlagsahne.